# ジャン・クリストフ
『ジャン・クリストフ』（Jean-Christophe）は、ロマン・ロランによる長編小説。全10巻からなり、1904年から1912年にかけて、シャルル・ペギーが創刊した雑誌『半月手帖』に発表された。ロランはこの作品によってノーベル文学賞を授与されている。
ベートーヴェンやミケランジェロなどの伝記を書いていた著者が、「あらゆる国の悩み、闘い、それに打ち勝つ自由な魂たち」に捧げて執筆した大河小説の先駆けをなすもので、ドイツ・ライン川中流の小都会に生まれた音楽家クリストフを主人公に、3代にわたる100人を超える人物が登場し、当時の西欧社会を描き出そうとした作品。主人公ジャン・クリストフはベートーヴェンをモデルにしていると言われている。

## あらすじ
ジャン・クリストフはドイツはライン川のほとりに宮廷音楽家の父の長男として生を受ける。幼少時から音楽の才に恵まれ、怠惰だが野心ある父の厳しい手ほどきを受ける。様々な出会いを経験し、時には極貧にあえぎながら、クリストフは作曲家として大成してゆく。クリストフはフランスへ出て作曲家として名をなしていくが、音楽界における党派の横行、音楽家と批評家の裏取引といったものにクリストフは厳しい批判を浴びせる。ロラン自身の党派性や情実に満ちた社会への批判が籠められている。

### 第1巻 暁
乳幼児のころのクリストフ。祖父、両親、兄弟たちの描写。大酒飲みの父と優しい母という不似合いな夫婦。貧乏であったこと。家政婦の手伝いに呼ばれた母について行き、金持ちの子供らに意地悪をされ、初めて不正を知ったこと。ゴットフリート叔父との出会い。ピアノとの出会い。モーツアルトのような神童に息子を育てようとする父の厳しいレッスン。大公殿下の御前演奏会を行うが、父親をはじめとする大人たちばかりが喜ぶ中、クリストフは一人で眠ってしまう。

### 第2巻 朝
少年期のクリストフ。祖父の死。ますます乱れる父の生活。困窮も極まる。家計を助けるため、クリストフは劇場の出稽古などに出て稼ぐほかなかったが、父の浪費に業を煮やしたクリストフは父の給料を自分が受け取れるようにしてしまう。そして父の死。彼の少年時代はこれで終わった。

### 第3巻 青年
父の死で家を失い、クリストフはオイラー家で母親と暮らし始める。俗物的なオイラー家の人々の描写。そこで信仰の喪失を味わう。オイラー家のそばに住んでいるザビーネとの恋愛、そして彼女の死。享楽的なアーダとの肉体を伴った付き合い。しかし、弟エルンストとアーダとの密かな関係を知ってクリストフは深く傷つき、酒に溺れるようになるが、そんな時に叔父のゴットフリートと再会する。「英雄というのは自分ができることをする人のことだ」という叔父の言葉でクリストフは立ち直る。

### 第4巻 反抗
既存の音楽に嘘を感じたクリストフは行動を始める。その嘘は彼が最も大事にしている作品の中にもあった。クリストフはその誠実さから、巨匠たちの音楽を公然と批判しだす。そんな時、クリストフの新作の演奏会が行われる。その音楽は斬新なものだった。演奏家は戸惑い、聴衆は呆然とする。歌曲では歌手が音楽を全く理解できず自己流に歌い出す。クリストフは演奏を止め、もう一度最初から歌わせる。これによりクリストフは完全に聴衆を敵に回してしまう。そんな中、クリストフはたまたまフランス人一座の「ハムレット」の券を手に入れ、あまり気乗りしなかったが劇場に出向くと、劇場の前でうろうろしている女性がいた。その女性はフランスから来た家庭教師で母国語を聞きたくて来ていたのだった。クリストフは親切心から一緒に観ないかと誘い、一緒に劇を観ることになったが、それが小さな町で噂となり家庭教師の職を失うことになってしまった。この家庭教師こそ、後に終生の友となるオリヴィエ・ジャナンの姉、アントワネットであった。
クリストフは言論の場を求めて社会主義の新聞に文章を投稿してしまう。そのことが大公の怒りを買ってしまう。もう誰もクリストフを守る者はいなくなった。そんな中、クリストフの作品が試演にかけられる。でたらめな演奏で聴衆は沸き立つ。演奏が終了したときに指揮者は「楽匠ブラームスを批判する人間を見せしめにしたのだ」と言って指揮台を離れる。さらに小都会の人々の意地悪さから最後の友人まで奪われる。クリストフは窒息しそうだった。
そんな時、子供の頃に一度だけ会ったことがある大音楽家のハスラーに会おうと思い立つ。彼なら自分の作品と生活を理解してくれると信じて。クリストフは早速ハスラーに会いにベルリンへ赴くが、彼はかつてのハスラーではなく、クリストフの話を聞いても皮肉な一言を発するだけだった。しかし、クリストフが自分の作品を弾き出すと一転して驚く。そこに真の独創的な個性を聴き取ったからだった。だがクリストフのある言葉を聞いて我に返り、また皮肉的な態度に戻ってしまう。
クリストフは失望して、ベルリンを一刻も早く離れようとするが、駅である地名が目に入る。それはクリストフに熱烈な手紙を送ったシュルツ老人のいる町だった。クリストフはシュルツに会いに行き、心のこもった歓迎を受ける。晴れ晴れとした気持ちで帰途に就いたクリストフは、偶然にもゴットフリート叔父が死の直前に立ち寄った家に宿泊する。
家に戻ったクリストフを待っていたのは、ドイツを追われるという運命だった。母親の反対を押し切って故郷を出ようとしていたクリストフは、一度は母の情に負けて出国を諦めるが、駐屯していた軍隊との衝突に巻き込まれ、パリへと亡命することになる。

### 第5巻 広場の市
クリストフはパリに到着した。早速ドイツ人の知り合いを訪ねて音楽の個人教師の口を教えてもらおうとする。少年時代の旧友は迷惑がるが、シルヴァン・コーンは愛想良く迎える。コーンは楽譜出版社の末端の仕事をクリストフに紹介するが、クリストフはそれを断る。コーンはクリストフをパリの様々なグループに紹介していく。
そんな中で音楽評論家のグージャールと出会う。コーンとグージャールは、クリストフをパリの様々な演奏会に連れて行く。無秩序で様々な党派の音楽群。またドイツ人のクリストフから見れば無節操なパリの文学界、そして演劇、詩、批評界。
クリストフは有力者ルーサンのサロンに招かれて新作を作曲する。そして催される演奏会はルーサンの愛人の歌手のためのものであった。そのことを知らず、その歌手を痛烈に批判したクリストフはルーサンとも仲違いする。なんとか初演まではこぎ着けたものの、事情を知っている聴衆のヤジに遭う。演奏会でピアノ独奏を担当したクリストフは「マルブルーが戦争に行った」の一節を弾き、「諸君にはこれがお似合いだ」と言い捨てて会場を後にする。
またしても世間の完全な沈黙。
コレットのサロンで、のちに重要な友となるコレットの従姉妹のグラツィアと出会う。彼女はクリストフが非難された演奏会では数少ない彼の味方だった。だがクリストフは、彼女には感心を払わない。
そんな世間の沈黙の中でクリストフは、一人の青年詩人と出会う。終生の親友オリヴィエ・ジャナンである。

### 第6巻 アントワネット
フランスの地方の旧家ジャナン家の物語。父親は裕福な銀行家で、子供たちは何の苦労もなく育っていた。姉のアントワネット、弟のオリヴィエ。だが父が投機に手を出してジャナン家は破産し、父は拳銃自殺する。母親と子供の3人は町を逃げるように去り、パリの親戚を当てにするが冷たく拒絶される。母親は必死で働くが心労で病に倒れて死んでしまう。
残された子供2人で生きていかねばならなかった。アントワネットはオリヴィエが高等師範に入ることを生き甲斐に必死で働き始める。そのためには遠いドイツでの家庭教師の仕事を引き受けざるを得なかった。アントワネットはドイツでの孤独な生活の中でクリストフと出会うが、そのために家庭教師の口を失い、パリに戻っていた。
姉弟はパリの演奏会でクリストフが聴衆の野次にさらされている場面に出会う。アントワネットはドイツで会った男だとすぐにわかる。
オリヴィエは1回浪人して高等師範に合格する。それを待っていたかのように姉は死んでしまう。姉の遺品にあった手紙から、オリヴィエは姉がクリストフに思いを寄せていたことを知る。
オリヴィエはある夜会でクリストフと出会う。こうして2人の友情に満ちた生活が始まる。

### 第7巻 家の中
クリストフとオリヴィエは6階建てのアパルトマンの一室で共同生活を始める。オリヴィエとの生活。精神的には豊かだが、物質的には貧乏な日々。俗物のレヴィ・クールとの決闘。その建物内のさまざまな住人の描写。クリストフは知らず知らずのうちに全員に影響を与え始める。ユダヤ人のモーク。音楽に対する愛情がシュルツ老人を思い起こさせるアルノー夫妻。相容れないと思っていた（まったく交流がなかった）民主的な神父のコルネイユ師と貴族的な革命家のヴァトレ氏。電気工のオーベール。元軍人のシャブラン少佐とその娘のセリーヌ。技師のエルスベルジェ。クリストフは孤立した生活を送っている彼らに、意図しないままにつながりを与える。
クリストフはオリヴィエとの共作で「ダビデ」を作曲する。その作品は好評で、クリストフの成功の先駆けとなる。
そんな時、ドイツにいる母親からクリストフに短い手紙が届く。「具合が悪いから来てくれ」という内容だった。オリヴィエは呆然としているクリストフの面倒を見て、クリストフを先にドイツへ帰す。クリストフは臨終に間に合い、母親はクリストフの目の前で息を引き取った。後から駆けつけたオリヴィエと一緒に葬式を出し、官憲に捕まらないうちにドイツとフランスの国境に出る。二人は森の中をゆっくりと、フランシスコ派の修道士のように歩きだす。

### 第8巻 女友達
クリストフはパリでしだいに有名になっていく。新聞に「発見」されたのだった。そのころオリヴィエは資産家の娘ジャクリーヌと恋に落ちる。クリストフはオリヴィエを応援し、二人の行く末を祝福する。やがてオリヴィエとジャクリーヌは結婚する。二人が新婚旅行に出かけたあとで、クリストフは自分の部屋に帰り「俺自身のいい半分が幸福なのだ。」とつぶやく。
クリストフは世間の騒ぎを嫌って世間に門を閉ざす。そして同じアパルトマンのアルノー夫妻との友情に心慰められる。また、セシルというピアニストと友人になる。彼はセシルの声の良さに着目して声楽のレッスンを行う。地に足がついた生活力を持つセシルはクリストフと相性が良かった。だが恋愛関係には至らない。
オリヴィエとジャクリーヌは最初は清貧の生活を目指すが、やがてジャクリーヌはそんな生活に飽きてくる。オリヴィエはジャクリーヌの父の力でパリに引っ越すが、もはや二人はかつてのようには愛し合えなかった。そして金持ちの身分になったオリヴィエは以前のような詩作ができなくなった。
クリストフは一人で孤独だった。オリヴィエとの友情は続いていたが、以前のようには会えなかった。そんな中、クリストフは新聞社のパトロンと仲を違えてしまう。世間からの猛烈な攻撃。ところが攻撃が急に止んで好意的な批評が現れ始める。ベレニー伯爵夫人となっていたグラツィアが世論を動かしたのだった。しかしまもなくグラツィアはアメリカに旅に出てしまう。
そんな時、不意にオリヴィエが戻ってくる。ジャクリーヌが愛人と出奔してしまったのだ。抜け殻のようになってしまったオリヴィエをクリストフとアルノー夫人が看病する。やがてオリヴィエは徐々に回復していく。

### 第9巻 燃える茨
クリストフは労働者階級の集まりに顔を出すようになる。オリヴィエは民衆の中にあっては窮屈だった。そんな中、オリヴィエは靴屋の小僧をしていたエマニュエルという子供を知る。エマニュエルは自分では気づかずに、オリヴィエの大きな影響を受ける。オリヴィエがクリストフと親しくしていると嫉妬するくらいだった。
その年のメーデーにクリストフは、群衆の見物にオリヴィエを誘う。オリヴィエは外出したくなかったが、結局クリストフについて行く。群衆がたくさん集まっていた。オリヴィエはそこで見張り台から落ちたエマニュエルを助けようとして警官ともみあいになり、そのことがきっかけで暴動が始まる。オリヴィエは暴動に巻き込まれて死ぬ。そしてクリストフは警官を殺してしまう。
クリストフはまたも亡命する。今度の亡命先はスイスだった。クリストフは顔見知りだった医師ブラウンを頼りとする。最初は虚脱状態だったクリストフは、精神の底に何か破壊されたものを抱えながらも次第に回復していく。そんな中でクリストフはブラウンの妻アンナと愛し合うようになり、ブラウンに対して罪悪感を感じる。アンナは狭い町の社会の中で監視されていること、そして何より子供の頃から厳しくしつけられていた宗教生活によって罪悪感を感じる。二人はついに行き詰まり、心中しようとするが果たされない。アンナは精神的な傷を負って寝込んでしまう。
逃げるようにブラウンの家を出たクリストフは僻地の農家に隠れ住む。クリストフは創造力を失ってしまい、しばらくもがいたのち、創造の神が再び彼のもとを訪れる。クリストフは自分の芸術の新しい境地に達し、同時に自分を取り戻す。

### 第10巻 新しい日
クリストフは年老いた。そして成功していた。もはやドイツもフランスも出入り自由だった。クリストフはスイスでグラツィアに再会する。彼女は夫に先立たれて独り身だった。クリストフはやっと独りでいることから逃れられた。二人は互いに好意と尊敬を保ち続ける。クリストフの若い頃の激しさを知っているグラツィアは、彼が穏やかになっていることに驚く。グラツィアはクリストフを束縛しない。
クリストフはローマからパリに移って仕事を続ける。エマニュエルと再会するが、エマニュエルは気むずかしくクリストフを拒絶する。そんな中でオリヴィエの遺児ジョルジュが訪れる。クリストフは彼の中にオリヴィエと似た面と異なった面を見いだす。
新しい世代は猛烈に忙しいのだった。
グラツィアにはオーロラとリオネロという姉弟の二人の子供がいた。弟のリオネロは母親の心理を読むのに長けていたので、グラツィアがクリストフに心惹かれているのをすぐに察知する。彼は仮病を使って母をクリストフから引き離そうとするが、ついには本当の病気にかかって死ぬ。その間の看病でグラツィアは健康を損ねる。
ある日、ジョルジュとエマニュエルがクリストフの部屋を訪れていたときに1通の手紙が届く。クリストフは手紙を見て自分の部屋にこもる。5分ほどして客間に戻ってきたクリストフはとても穏やかな顔をしている。ジョルジュはのちにグラツィアが亡くなったことを知った。
その後、クリストフは作曲家の最晩年にふさわしい作品群を生み出す。クリストフは思い出深い地を旅行して回る。今は工業都市となっている故郷ドイツの小さな町、アンナがいたスイスの町。
ジョルジュとグラツィアの娘オーロラは互いに惹かれあっている。クリストフはほほえましい光景を内心微笑しながら見守っている。やがて二人は結婚する。
クリストフはいまや独りだった。エマニュエルと手紙のやりとりを通して付き合っているだけだった。クリストフとエマニュエルの友情はパリでは伝説となっている。クリストフは肺炎にかかり、死の床で音楽を聴く。そして音楽の中で、彼は死ぬ。新しい日を夢見ながら。

## 日本語訳書
- 豊島与志雄 訳『ジャン・クリストフ』岩波文庫 全4巻
- 新庄嘉章 訳『ジャン・クリストフ』新潮文庫 全4巻
- 高田博厚 訳 『ジャン・クリストフ』筑摩書房、筑摩世界文学大系 全2巻
- 片山敏彦 訳『ジャン・クリストフ』みすず書房「全集」全4巻